# Єда-Пік
Єда-Пік — вулкан і найвища вершина хребта Спектрум в Граничних хребтах північно-західної Британської Колумбії, Канада. Розташований  57 км на південний захід від Татогги та 5 км на південь від піку Кітсу. Вважається, що Єда-Пік востаннє вивергався в період пліоцену. 